# Może kiedyś innym razem
Może kiedyś innym razem – piosenka z melodią Władysława Daniłowskiego (do filmu Dwanaście krzeseł) i słowami Mariana Hemara, śpiewana w latach 30. XX w. m.in. przez Mieczysława Fogga i Adama Wysockiego.
Piosenka została wpleciona w fabułę filmu Jutro idziemy do kina (2007).